# شرف الحريري
شرف بن محمد الحريري الزهراني رجل أعمال سعودي، ومستثمر ومضارب في أسواق الأوراق المالية الخليجية والدولية، وعضو النادي الاقتصادي في نيويورك، في 16 سبتمبر 2013، قام بقرع جرس بورصة نازداك كأول عربي يقوم بذلك. وهو يشغل منصب المدير التنفيذي ورئيس مجلس الإدارة في شركة هزون القابضة المحدودة، ومدير إدارة الاستثمار في نادي النصر السعودي من إنشائها في 25 أبريل 2014.

## المناصب والعضويات
- رئيس مجلس الإدارة والرئيس التنفيذي لشركة هوزون القابضة.[5][6]
- عضو هيئة أعضاء الشرف بنادي النصر.[7]
- عضو جمعية التعليم الاقتصادي بالولايات المتحدة الأمريكية.[8]
- مدير الملف الاستثماري لنادي النصر السعودي منذ 2014.[9][4]
- سفير الاتحاد الدولي للمسؤولية الاجتماعية في المملكة العربية السعودية (2015).[10][11]
- رئيس مجلس إدارة السفراء في مجلس الاتحاد الدولي للاقتصاديين والإداريين (2015).[10]

## خدمة المجتمع
- منظمة أصدقاء الصحة الغذائية، ومقرها في السلفادور، ساعد أكثر من 30 طبيبًا على توفير العناية الصحية للمرضى.[12]
- جمعية أيتام: راعٍ لهذه المؤسسة الخيرية السعودية التي تُعنى بالأطفال المعوّقين. حبث بنى القاعة الكبيرة للمحاضرات في المنظمة وسُميت باسم والده قاعة الشيخ محمد بن سحيم الحريري وتُستخدم القاعة لعرض المسرحيات وعقد المحاضرات والفعاليات.
- جمعية ايتام: راع وداعم لدار الأيتام.
- منظمة تواصل زهران:[13] راعٍ وداعم كبير لهذه المجموعة التي تمنح الجوائز وتساعد في دفع الأقساط المدرسية لفتيان وفتيات ابتداءً من العاشرة من العمر إلى حدّ الدراسات العليا، وذلك استنادًا إلى الإنجازات الأكاديمية.
- مدينة الباحة: يقدّم الدعم المالي للمشاريع الخيرية في المنطقة.
- مؤسس جائزة محمد بن سحيم لحفظ القران والتفوق العلمي.[14]
- عضو مؤسسة البيان الخيرية للتعليم.[15]
- الداعم الاستراتيجي لجائزة الأمير مقرن بن عبد العزيز للمسؤولية الاجتماعية.[16]

## الرياضة

### كرة القدم
يعد الحريري واحداً من أبرز داعمي الرياضة في السعودية، نال نادي النصر السعودي النصيب الأكبر من الدعم، حيث تخطت التبرعات مبلغ 20 مليون ريال. في 19 أبريل 2014، رشحه أعضاء شرف نادي النصر لتولي منصب نائب الرئيس، وأُسندت إليه إدارة ملف الاستثمار في النادي منذ تأسيس إدارة الاستثمار في 25 أبريل 2014.

### الفروسية
يملك الإسطبل العالمي والذي يضم خيول عالمية شهيرة منها:الجواد الأمريكي (Billy Batts)، والبطل الفرنسي (called to the bar)، أضافة لعدة خيول أخرى فازت بسباقات عديدة منها: عنان العزم ويا شوق وبطولات. والجواد «سينور بسكادور» الفائز بلقب «كأس السعودية 2024» في نسخته الخامسة عام 2024م.